# .yt
.yt為馬約特國家及地區頂級域（ccTLD）的域名。目前由法国代为管理注册事宜，官方网站nic.yt会被重定向到法国AFNIC的网站，2011年11月开放注册。

## 外部連結
- IANA .yt whois information（页面存档备份，存于）
- .yt official website